# Victor Hugo Green
Œuvres principales
The Negro Motorist Green Book
Victor Hugo Green (né le 9 novembre 1892 à New York et mort le 16 octobre 1960 dans la même ville) était un Afro-Américain, employé des services postaux, spécialiste de la littérature de voyage et éditeur. 
Il est célèbre pour sa publication The Negro Motorist Green Book, un guide destiné aux Afro-Américains publié annuellement de 1936 à 1966 au temps de la ségrégation raciale aux États-Unis. Ce livre recensait les commerces, les stations-service et autres établissements qui ne discriminaient pas les Afro-Américains à cause des lois ségrégationnistes en vigueur jusqu'en 1964. Couvrant la majeure partie de l’Amérique du Nord ainsi que les Caraïbes et les Bermudes, il permettait aux voyageurs noirs de planifier leur trajet pour éviter tout conflit.

## Biographie
Victor Hugo Green (en référence à Victor Hugo) naît 9 novembre 1892 à Manhattan, New York, mais grandit dans le New Jersey. Dès 1913, il commence son travail de postier pour l'United States Postal Service. Victor fut appelé à servir dans l'armée américaine durant la Première Guerre mondiale en 1918 au sein de l'artillerie de campagne.
En 1917, il épouse Alma Duke. Son épouse est originaire de l'État de Virginie. Alma fait partie des populations afro-américaines provenant de la Grande migration afro-américaine. Le couple s'installe dans le quartier de Harlem au nord de Manhattan, qui est alors le berceau d'un mouvement de renouveau de la culture afro-américaine (Renaissance de Harlem), dans l’entre-deux-guerres. Le mouvement s'affirme à travers les domaines comme l'art, la photographie, la musique, la peinture et la littérature. Il en émerge une bourgeoisie noire, et avec elle d'autres besoins. Cette nouvelle classe souhaite voyager à travers le pays pour des raisons personnelles ou professionnelles, y compris dans les États du sud ségrégationnistes. Victor commence alors dès les années 30 à travailler sur un guide à destination de cette nouvelle classe sociale d'Afro-Américains : le « Negro Motorist Green Book ».